# Malimono
Malimono ist eine philippinische Stadtgemeinde in der Provinz Surigao del Norte. Sie hat 18.054 Einwohner (Zensus 1. August 2015).

## Baranggays
Malimono ist politisch in 14 Baranggays unterteilt.
- Bunyasan
- Cagtinae
- Can-aga
- Cansayong
- Cantapoy
- Cayawan
- Doro (Binocaran)
- Hanagdong
- Karihatag
- Masgad
- Pili
- San Isidro (Pob.)
- Tinago
- Villariza